# 수도권119특수구조대
수도권119특수구조대(首都圈119特殊救助隊)는 중앙119구조본부의 소관사무를 분장하는 소속기관이다. 2014년 11월 19일 발족하였으며, 경기도 남양주시 덕송3로 43에 위치하고 있다. 대장은 소방정으로 보한다.

## 연혁
- 2013년 9월 17일: 중앙119구조본부 소속으로 시흥119화학구조센터 설치.[2]
- 2014년 4월 2일: 중앙119구조본부 소속으로 119수도권지대 설치.[3]
- 2014년 11월 19일: 수도권119특수구조대로 개편.[4] 시흥119화학구조센터를 소속기관으로 편입.[5]

## 관할구역
- 서울특별시
- 인천광역시
- 경기도

## 소속기관
119화학구조센터
| 명칭                | 위치                         | 관할구역                       |
| ------------------- | ---------------------------- | ------------------------------ |
| 시흥119화학구조센터 | 경기도 시흥시 산기대학로 237 | 서울특별시, 인천광역시, 경기도 |